# Joonas Kurits
Joonas Kurits (Tartu, 15 aprile 2002) è un ex ciclista su strada e ciclocrossista estone.

## Palmarès

### Strada
- 2020 (Juniores)

Campionati estoni, Prova a cronometro Junior
- 2022 (Team Ampler-Tartu2024, una vittoria)

Campionati estoni, Prova a cronometro Under-23

## Piazzamenti

### Competizioni mondiali
- Campionati del mondo su strada

Yorkshire 2019 - In linea Junior: 57º
Fiandre 2021 - Cronometro Under-23: 29º
Fiandre 2021 - In linea Under-23: 65º
Wollongong 2022 - Cronometro Under-23: 23º
Wollongong 2022 - In linea Under-23: ritirato

### Competizioni europee
- Campionati europei su strada

Alkmaar 2019 - In linea Junior: 43º
Plouay 2020 - Cronometro Junior: 6º
Plouay 2020 - In linea Junior: 37º
Trento 2021 - Cronometro Under-23: 24º
Trento 2021 - In linea Under-23: 62º
Anadia 2022 - Cronometro Under-23: 20º
Anadia 2022 - Staffetta Under-23: 8º
Anadia 2022 - In linea Under-23: ritirato